# ST Волка
ST Волка (лат. ST Lupi) — одиночная переменная звезда в созвездии Волка на расстоянии (вычисленном из значения параллакса) приблизительно 18723 световых лет (около 5741 парсека) от Солнца. Видимая звёздная величина звезды — от +18,5m до +15,5m.

## Характеристики
ST Волка — красная пульсирующая переменная звезда, мирида (M) спектрального класса M. Эффективная температура — около 3296 K.